# Aytaç Arman
Aytaç Arman (Adana, 1949. június 22. – Isztambul, 2019. február 26.) török színész.

## Fontosabb filmjei
- Hayat cehennemi - Hiç (1971)
- Düsman (1980)
- Fatmagül'ün suçu ne (1986)
- Gece Yolculuğu (1988)
- Av Zamani (1988)
- Kurtulus (1994, tv-film)
- Iz (1994)
- Toronyóra (Akrebin yolculuğu) (1997)
- Angyalok háza (Melekler Evi) (2000)
- Szerelem és árulás (Gönderilmemis mektuplar) (2002)
- Feriha (2011–2012, tv-sorozat, hét epizódban)
- Piszkos pénz, tiszta szerelem (Kara Para Aşk) (2014, tv-sorozat, 13 epizódban)
- Toz Ruhu (2014)